# Епидемия от холера в Хаити (2010 – 2011)
Епидемията от холера в Хаити (2010 – 2011) започва през октомври 2010 г.
Ситуацията с епидемията се влошава от урагана „Томас“, връхлетял върху острова на 7 ноември 2010 г. Съгласно заявлението на Министерството на здравеопазването на Хаити, направено на 16 февруари 2011 г., броят на жертвите от епидемията достига 4549 души, като заразените са 231 070 души.

## Ситуация в Хаити
Властите на Хаити се опасяват, че холерата ще достигне столицата на островната държава Порт о Пренс. При това положение епидемията може безпрепятствено да се разпространи по лагерите с настанените в тях хора от януарското земетресение. Там в мизерни битови условия живеят стотици хиляди хаитяни. Медицинските учреждения на страната са затрупани от пациенти. Представителите на ООН съобщават, че хуманитарните организации са започнали борба с епидемийния взрив. Разпространени са 10 хиляди хигиенични комплекта, съдържащи средства за пречистване на водата в местата на разпространение на заболяването.
По мнение на държавния санитарен лекар на Руската федерация Генадий Онищенко в Хаити катастрофално не достигат антибиотици. Това се потвърждава от високия процент смъртност: по данни от 25 ноември, 2,3 % от хоспитализираните почиват.

### Ситуация в столицата
На 9 ноември представителят на Държавния департамент Филип Кроули съобщава, че правителството на Хаити е открило 16 лечебни центрове в Порт о Пренс, които по неговите думи, ефективно помагат на правителството да оцени мащабите на епидемията от холера и последствията от урагана „Томас“.
Същия ден е потвърден първия смъртен случай от холерата в Порт о Пренс. В началото на декември жертвите в столицата достигат 162 души.

### Ураган „Томас“
На 3 ноември се появява съобщение, че ураганът „Томас“, отслабен до нивото на тропически щорм, наближава Хаити. Изказани са опасения, че ураганът ще усложни ситуацията с холерата. На 5 ноември щормът отново набира сили до нивото на ураган от първа категория по петобалната система скала на Сафир-Симпсън и приближава Хаити и Куба. На острова е обявено ураганно предупреждение.
Ураганът връхлита острова на 7 ноември и предизвиква силни наводнения едновременно в няколко града, като в зоната на наводнението се оказват около 35 хил. души. Общото количество заболели от холера превишава 7 хиляди, но точни данни отсъстват, тъй като сборът на данни е крайно затруднен. Самият ураган отнема живота на 20 местни жители. Освен това е разрушена и системата за водоснабдяване.

### Избори за президент
На 28 ноември в Хаити са проведени президентски избори, предизвикали мащабен безпорядък в цялата страна. По улиците излизат демонстранти, обвиняващи властите в подправка на изборните резултати. Това усложнява и така сложната ситуация с епидемията.

### Борба с магьосниците
Всред населението на Хаити е разпространена вярата в магията и магьосничеството. Стремителното разпространение на холерата става причина за преследване на „вещици“ и „магьосници“. Както съобщава полицията на Хаити, в резултат на това са загинали минимум 12 души. Правителството се опитва да обясни, че причина за епидемията са бактерии, а не някакви висши сили.

## Ситуация в съседните страни
Първият официално регистриран случай на заразяване от холера в съседните на Хаити страни е регистриран на 17 ноември в Доминиканската република на пристигнал гражданин на Хаити. По думите на Генадий Онищенко на 23 декември в Доминиканската република заболяват 335 души, 27 от които са хоспитализирани. Този факт, заедно с високия процент на смъртността, дава основание на Онищенко да направи извод, че населението на Земята е застрашено в първата половина на XXI век от пандемия на холера.
Доминиканските власти усилват контрола на границата с Хаити и отделят 32 млн. долара за борба с епидемията, само че специалистите считат, че това няма да намали притока от хаитяни и едва ли ще предотврати разпространението на инфекцията. На 23 януари е регистриран първия смъртен случай от холера в Доминиканската република.
В края на януари се появява информация, че 21 венецуелци, завърнали се в къщи от Доминиканската република са заразени с холера. Министърът на здравоопазването на Венецуела Еухения Садер заявява, че причина за безпокойство няма, доколкото в страната „има прекрасна система за водоснабдяване“.

## Причини за епидемията
Предполага се, че източник на инфекцията е станала замърсената с фекалии река. Мащабът на разпространение на болестта се ограничава основно в региона Артибонит в централната част на острова, където на 21 – 22 октомври са регистрирани първите случаи от холера.
На 29 октомври в град Миребалаис се състои демонстрация, в която участие взимат няколко хиляди хаитяни. Демонстрантите обвиняват ООН, че именно техните военнослужещи от Непал са пренесли холерата на острова. Причина за демонстрацията стават слуховете, че холерата е привнесена отвън, в частност, такова предположение изказва и световната здравна организация. Контингент от непалци е изпратен на 9 – 10 октомври, като преди това епидемия от холера имало в самия Непал. Командването на контингента, обаче заявява, че случаи на заболяване от холера сред личния състав на подразделението не е регистрирано.
На 1 ноември центърът по контрол и профилактика на заболяванията в САЩ заявява, че съгласно проведения анализ на ДНК на щама на холерния ембрион на Хаити съвпада с южноазиатските щамове. Направеното заявление засилва убеждението, че холерата е пренесена от непалските военнослужещи. На това указва и фактът, че по-голямата част от заразяванията се наблюдават в долната част на река Артибонит, на един от притоците на който е разположена базата на ООН. В същото време министърът на здравоопазването Алекс Ларсен заявява, че холерата е могла да бъде пренесена на Хаити и по други пътища, например, от туристи или търговци.
На 15 ноември в Кап Аитен, на 130 км на север от Порт о Пренс преминава протестна акция, участниците на която обвиняват международния контингент за разпространение на инфекцията. В акцията се включват около хиляда жители, която бързо прераства в мащабен безпорядък, съпроводен с опожаряване на леки коли и замерване с камъни базата на ООН и на полицейски участъци. Полицията и военните от ООН използват сълзотворен газ за разгонване на демонстрантите. Съобщава се за 12 ранени и за двама убити хаитяни от оръжие на военен. Представител на мисията на ООН потвърждава, че един от миротворците открива стрелба по протестиращите, но действал с цел самоотбрана.
На 7 декември френския епидемиолог Рено Пияр излиза с доклад за проведените (по молба на Министерството на здравеопазването на Хаити) изследвания. Според неговите заключения, холерата е пренесена на острова от миротворците на ООН. В отговор на това заявление командването на контингента опровергава всички обвинения, а ООН обещава да създаде специална международна комисия за разследване на всички обстоятелства по това дело.